# Pfützenstraße 8 (Griesheim)
Das Wohnhaus Pfützenstraße 8 ist ein denkmalgeschütztes Bauwerk in Griesheim.

## Geschichte und Beschreibung
Das giebelständige zweigeschossige Fachwerkhaus wurde um das Jahr 1800 erbaut.
Es besitzt ein einfaches Gefüge mit engen Ständern und Streben.
Bemerkenswert sind die schön profilierte Gebälkzone und die mit kleinen Stichbogen versehenen profilierten Fenstereinfassungen.
Das Satteldach ist biberschwanzgedeckt.

## Denkmalschutz
Das Wohnhaus ist ein typisches Beispiel für ein Fachwerkhaus in Griesheim.
Aus architektonischen, baukünstlerischen und stadtgeschichtlichen Gründen steht es unter Denkmalschutz.